# Site néolithique de Karuo
Le site néolithique de Karuo, aussi appelé Karu (tibétain : མཁར་རོ་, Wylie : mkhar ro, THL : khar ro ; chinois : 卡若遗址 ; pinyin : kǎruò yízhǐ), situé dans le district de Karuo (ancien xian de Chamdo), dans la ville-préfecture de Chamdo, région autonome du Tibet, en Chine, est un site archéologique important pour la culture Karuo (3300 à 2000 av. J.-C.), une culture néolithique au Tibet,.

## Protection
Le site a été classé dans la 4e liste des sites historiques et culturels majeurs protégés au niveau national en 1996.

#### Ouvrages
- (en) Sarah Allan (en), The Formation of Chinese Civilization : An Archaeological Perspective, 2005 (ISBN 0-300-09382-9)
- (en) Roger Blench Laurent et Alicia Sanchez-Mazas, The Peopling of East Asia, 2005 (ISBN 0-415-32242-1)

#### Articles
- (en) Andreas Gruschke, « The Karo culture », The Cultural Monuments of Tibet’s Outer Provinces: Kham, Bangkok, White Lotus Press, vol. 1  The TAR part of Kham,‎ 2004, p. 166-170 (ISBN 974-480-049-6)
- (en) Jade d’Alpoim Guedes, « Rethinking the spread of agriculture to the Tibetan Plateau », The Holocene (en),‎ 2015 (DOI 10.1177/0959683615585835)
- (en) Jane Qiu, « Who are the Tibetans? », Science, vol. 347, no 6223,‎ 2015 (DOI 10.1126/science.347.6223.708)
- (en) « 7,000 articles discovered at Tibetan cultural site », Asia Africa Intelligence Wire,‎ juin 2004
- (zh) 李永宪, « 卡若遗址动物遗存与生业模式分析——横断山区史前农业观察之一 », 四川文物, 四川大学历史文化学院考古学系, no 5,‎ 2007 (DOI 10.3969/j.issn.1003-6962.2007.05.006, présentation en ligne) (Analysis to the Animal Remains of Karuo Ruins vs. Living Mode/Analyse des restes animaux des ruines de Karuo comparativement au mode de vie).